# صمادح (الشرية)
صمادح هي إحدى قرى عزلة آل غنيم بمديرية الشرية التابعة لمحافظة البيضاء، بلغ تعداد سكانها 413 نسمة حسب تعداد اليمن لعام 2004.